# 山形屋海苔店
株式会社山形屋海苔店（やまがたやのりてん）は、東京都中央区日本橋箱崎町に本社を置く企業。

## 沿革
- 1764年（明和元年） - 出羽国の米沢（米沢藩）から出てきた窪田惣八が、日本橋小網町にて創業。
- 1948年（昭和23年） - 株式会社山形屋海苔店に組織変更。

## 事業所
- 本社 - 東京都中央区日本橋箱崎町10-2 ACN日本橋ビル4F
- 本店 - 東京都中央区京橋2-6-21 パイロット阪急阪神グリーンビル1F
- 西日本支社 - 大阪府大阪市西区江戸堀1-6-10
- 沼津工場・物流センター - 静岡県沼津市足高字尾上384-60

## 商品

### 海苔
- 紫薫
- 真帆紫
- 惣8

### お茶
- 煎茶

## テレビCM
1970年代には、老夫婦を描いたアニメーションのテレビCMを放映していた（桂歌丸が声の出演、第10回テレビフィルムCM部門秀作賞）。